# اورکان چینار
اورکان چینار (انگلیسی: Orkan Çınar؛ زادهٔ ۲۹ ژانویهٔ ۱۹۹۶) بازیکن فوتبال اهل ترکیه است.
از باشگاه‌هایی که در آن بازی کرده‌است می‌توان به باشگاه فوتبال غازی عینتاب‌اسپور، باشگاه فوتبال وولفسبورگ، و باشگاه فوتبال گروتر فورث اشاره کرد.
وی همچنین در تیم‌های ملی فوتبال جوانان ترکیه، Turkey national under-17 football team، جوانان ترکیه، Turkey national under-19 football team، زیر ۲۰ سال ترکیه، و زیر ۲۱ سال ترکیه بازی کرده‌است.